# Загальноосвітня школа № 6 (Тернівка, Тернівська міська рада)
Комунальний заклад "Тернівський ліцей №6 Тернівської міської ради Дніпропетровської області" це  навчальний заклад I-III ступенів акредитації у місті Тернівка Дніпропетровської області.

## Загальні дані
Комунальний заклад "Тернівський ліцей №6 Тернівської міської ради Дніпропетровської області" розташований за адресою: вул. Миру, 19, місто Тернівка (Дніпропетровська область), 51500, Україна.
У 2021 році, керуючись законами України «Про освіту», «Про повну загальну середню освіту», згідно статті 26 Закону України «Про місцеве самоврядування в Україні», з метою реалізації державної політики в галузі освіти, Тернівська міська рада вирішила змінити назви закладів загальної середньої освіти міста Тернівки, зокрема наша школа змінила свою назву з «Тернівська загальноосвітня школа І-ІІІ ступенів №6 Тернівської міської ради Дніпропетровської області» на «Тернівський ліцей №6 Тернівської міської ради Дніпропетровської області».
Нині навчальний заклад очолює досвідчений управлінець, креативний керівник, талановитий педагог, щира та працелюбна людина Світлана Василівна Мацейлік. Вона гідно продовжує справу своєї попередниці, Сєліванової Галини Павлівни, примножуючи найкращі традиції навчання та виховання учнівської молоді.
Серед пріоритетів ліцею – національно-патріотичне виховання, збереження звичаїв та традицій ліцею.
Директор ліцею з 2014 року - Мацейлік Світлана Василівна, категорія "Вища", "старший учитель".
Попередній директор ліцею - Сєліванова Галина Павлівна, «Вчитель-методист», «Відмінник освіти України», нагороджена нагрудним знаком  «Василь Сухомлинський».
Мова викладання - українська.
Профільна направленість: Математичний (30уч.), біологічний (10 уч.), філологічний (19 уч.), міжшкільні спецкурси (56 уч.). Гуртки — 12, 18 год., 187 уч.. 
Ліцей розрахований на 700 учнівських місць. 
В освітньому закладі — 21 навчальний кабінет.

## Історія
Школа №6 міста Тернівки була відкрита в 1983 році. 
За різних часів у школі працювали титани нелегкої вчительської праці, фанати педагогіки, справжні майстри й творці дитячих душ, закохані у свою працю люди. З першого дня і до сьогодні в школі працюють, сіючи добре й вічне, Каушан Л.М., Локтєва Н.Ю., Бойчук Г.В., Кулагіна Л.М., Бєлова Н.Г., Табанькова Л.В.  
Скільки всього бачили й чули за ці роки шкільні стіни: перші поразки й перемоги, заохочення і критику, гордість за виконання доручень і радість спілкування з однокласниками, міцну дружбу і перше кохання, допитливих учнів та мудрих вчителів, співпрацю, прагнення до самовдосконалення, самоствердження, радість і гордість батьків, гамірні перерви, приємну втому, веселі концерти, захопливі уроки – усе, з чого складається неповторне шкільне життя.  
Кожного року учні стають учасниками і призерами міських, обласних, Всеукраїнських конкурсів та олімпіад, беруть активну участь у житті міста.  
Третій рік у нашій школі впроваджується інклюзивне навчання для дітей з особливими потребами. Для реалізації інклюзивного навчання облаштовано  2 спеціальні кабінети (ресурсна кімната та медіатека) з усім необхідним технічним обладнанням, дидактичними матеріалами. З дітьми працює ціла команда спеціалістів: дефектолог, психолог, соціальний педагог, логопед, асистент учителя. Педагогічний колектив прийняв та підтримав починання кожної особливої дитини, допоміг створити сприятливі умови та дружню атмосферу.  
Тернівська ЗОШ №6 завжди підтримує ініціативу МОН України та впевнено крокує у Нову українську школу (НУШ). НУШ - це новий освітній простір, яскраві нові меблі, мультимедійна техніка, прибори для дослідів, настільні ігри, інвентар для рухливих ігор, дитяча класна бібліотека. У першому класі використовуються нові форми роботи: ранкові зустрічі,  навчання у грі, карти інтелекту, кубик Блума, створення лепбуків, уроки на свіжому повітрі,  дослідницька діяльність. Нові форми навчання та формувальне оцінювання дає змогу мотивувати і надихати дитину на навчальну діяльність, виявляти власні здобутки, критично мислити, вирішувати проблеми, приймати рішення, обґрунтовувати своєї позиції, бути ініціативними. У кінці навчального року діти замість звичного табелю отримали свідоцтво досягнень, де зазначається характеристика особистих досягнень учня.    
Завдяки проекту «Громада своїми руками» в школі облаштовані  сучасні кабінети інформатики (Коміссаров В.А.) та біології (Разінкова О.А,), у яких проводяться унікальні уроки, цікаві педради, тренінги, створюються і організовуються соціальні проекти, захоплюючі вечори, перегляди художніх та мультиплікаційних фільмів, шкільні та міські семінари тощо.  
Кабінет біології (Разінкова О.А.) можна сміливо назвати творчою лабораторією з робочими зонами, бо у ньому є найсучасніше в місті обладнання: оптичні та електронні мікроскопи, об’ємні моделі та макети, документ – камера тощо.  
Кабінет хімії (Боярських Г.П.) має всі ресурси для повноцінного та якісного проведення лабораторних та практичних робіт, здійснення проектної та науково-дослідницької діяльності учнів.Урізноманітнювати і без того цікаві уроки дозволяє використання інтерактивної дошки, користування якою учні з легкістю опанували протягом навчального року. Вони із задоволенням змагаються у вікторинах Kahoot, виконують інтерактивні вправи за допомогою сервісів Web 2.0, працюють з безліччю додатків і сервісів, проводять віртуальні досліди. Результатом тісної співпраці учнів з вчителем  є публікація у травневому випуску науково-популярному журналі «Колосок» спільної статті учня 10-А класу і вчителя хімії «Загадковий тайнопис» [Архівовано 17 лютого 2022 у Wayback Machine.].   
Кабінет інформатики (Шолохова О.В.) нашої школи обладнаний єдиною в місті інтерактивною панеллю. Використання інтерактивної панелі робить навчання інноваційним, а учнів – успішнішими. На таких панелях можна демонструвати учням презентації, відео,  графіки чи зображення, візуальні навчальні матеріали у вигляді 3D зображень та відео  під час уроків. А учні можуть одночасно розв’язувати навчальні завдання, рахувати, редагувати тексти, створювати презентації, проекти, сайти, форми, програми  різними мовами програмування. Завдяки інтерактивному програмному забезпеченню панель стає ще прогресивнішою: може замінити не лише класну дошку, проектор, комп’ютер, інтерактивний екран, але й майже всі навчальні матеріали – об’ємні макети з біології чи фізики, хімії, математики,   навчальні таблиці чи плакати, зрештою - і підручники та мікроскопи.  
Уроки трудового навчання та технологій (Коміссаров В.А., Курсова О.О.) у шостій школі побудовані творчо та направлені на індивідуальні інтереси учнів. Крок за кроком з класу в клас учні набирають хороший багаж знань та умінь, корисних не тільки для майбутньої професії, а й актуальних у повсякденному житті. Кожен учень за роки навчання практикує безліч видів діяльності, і можна з впевненістю сказати, що гарними господарями та господинями вони точно будуть.
Вчителі – філологи (Пономаренко В.Ф., Дірінг Т.В., Хоменко А.В., Мамонова І.П.) прищеплюють молоді любов до рідної мови, залучаючи учнів до творчості на уроках, під час проведення цікавих предметних тижнів. Запальні вечорниці, поетичні вечори, віртуальні екскурсії, 3D – екскурсії країнами Європи, Дні Європи, використання соціальних сервісів у навчанні це неповний перелік заходів, що навчають, виховують та розважають.
Звичайно, велику допомогу надають школі батьки. Вони є активними учасниками шкільних свят, походів, творчих проектів, з їхньою допомогою школа стає кращою з року в рік. За це ми батькам щиро вдячні!
Нині навчальний заклад очолює досвідчений управлінець, креативний керівник, талановитий педагог, щира та працелюбна людина Світлана Василівна Мацейлік. Вона гідно продовжує справу своєї попередниці, Сєліванової Галини Павлівни, примножуючи найкращі традиції навчання та виховання учнівської молоді.
Для навчального закладу 36 років – це молодий вік: є куди розвиватися, втілювати різноманітні ідеї, підкорювати нові вершини. Без сумніву, наша шоста школа і надалі залишатиметься колискою дитинства, дивосвітом незабутніх шкільних років, гаванню великої дружньої сім’ї, джерелом творчості, знань і колискою  гідних громадян нашої України.